# Giovanni Poggio (militare)
Giovanni Antonio Poggio (Masio, 4 agosto 1830 – Torino, 5 dicembre 1910) è stato un militare e patriota italiano, insignito della medaglia d'oro al valor militare a vivente nel corso della campagna piemontese in Italia centrale e soprannominato per la sua menomazione fisica "l'uomo senza braccia".

## Biografia
Nacque a Masio, provincia di Asti, il 4 agosto 1830, figlio di Francesco e di Francesca Maria Guasco. Compiuti i diciotto anni si arruolò nelle Camicie rosse di Giuseppe Garibaldi per combattere nella prima guerra d'indipendenza italiana, e nel 1851 transitò nell'Armata sarda in qualità di cannoniere in servizio al 3º Reggimento artiglieria da piazza.
La sua vita avventurosa fu descritta, oltre che in moltissimi giornali e riviste, in alcuni libri da Edmondo De Amicis, Giovanni Mina, Domenico Camagna e, più di recente, dallo storico Albert Maquet, professore ordinario di cattedra all’Università di Liegi.
Prese parte alla guerra in Crimea, in qualità di "capo pezzo della batteria", "La Rocca di Cavour", con la spedizione piemontese del 1855, dove partecipò alla battaglia della Cernaia meritando encomi dagli alleati inglesi e francesi, decorato della British Crimea Medal- Queen Victoria -Regia aut.del 15 giugno 1856.
Partecipò poi, sempre distinguendosi,alle principali battaglie delle campagne risorgimentali del 1859 decorato della Mèdaille de la Campagne d'Italie - Napoleone III - Regia aut. del 1º aprile 1860 e alla campagna dell'Italia meridionale del 1860. In particolare in quest'ultima impresa, il 30 settembre, in uno scontro con le truppe borboniche nella battaglia del Volturno, contribuì in modo decisivo a cambiare le sorti del combattimento, trasformando una possibile sconfitta in una vittoria garibaldina. Per il mirabile comportamento tenuto fu decorato della medaglia d'argento al valor militare.
Il 12 novembre 1860 durante l'assedio della città di Capua, difesa dalle truppe borboniche, fu ferito gravemente da un proiettile di artiglieria ad un braccio. Cercò di sollevarsi ma in quel momento un altro proiettile gli asportava l'altro braccio. Condotto all'ambulanza, gli furono amputate entrambe le braccia sopra il gomito, mentre veniva assistito dalla crocerossina e scrittrice inglese Jessie White, un'entusiasta sostenitrice dell'unità d'Italia.
Per il coraggio e l'altruismo dimostrato nella battaglia con Regio Decreto 10 marzo 1862 fu decorato della medaglia d'oro al valor militare a vivente.
Il re Vittorio Emanuele II, visitandolo all'ospedale di Napoli, dove era assistito dalla marchesa Anna Pallavicino Trivulzio, lo promosse personalmente "ufficiale sul campo", ma la burocrazia lo lasciò soldato semplice. A tale dimenticanza rimediò successivamente Umberto II che, il 28 marzo del 1960, come riconoscimento concesse con "Regie Lettere Patenti" ai discendenti di Giovanni Poggio la titolarità dello stemma.
Morì a Torino all'età di ottanta anni, il 5 dicembre 1910.
In ricordo dell'Eroe, le città di Torino ed Alessandria gli intitolarono due vie. Masio, suo paese natale, gli eresse un monumento, opera dello scultore Attilio Gartmann, e gli dedicò le scuole. Anche la città di Pinerolo gli intitolò la locale sezione degli artiglieri.